# Chivhu
Chivhu (ancienne Enkeldoorn) est une ville du Zimbabwe située dans la province du Mashonaland Oriental. Sa population est estimée à 10 263 habitants en 2007.
Enkeldoorn fut fondée vers 1850 par des fermiers boers et constitua le premier site d'implantation de Blancs au Zimbabwe actuel. Enkeldoorn fut un bastion afrikaner au sein de la Rhodésie anglophone. La ville fut rebaptisée Chivhu en 1982, deux ans après l'indépendance du Zimbabwe.

## Personnalités liées à la ville
- Mathias Kanda (1942-2009), athlète Zimbabwéen, y est né.

## Source
- (en) Cet article est partiellement ou en totalité issu de l’article de Wikipédia en anglais intitulé « Chivhu » (voir la liste des auteurs).